# سیارک ۶۱۴۰۲
سیارک ۶۱۴۰۲ (به انگلیسی: 61402 Franciseveritt، نامگذاری:2000QS6) شصت و یک هزار و چهارصد و دومین سیارک کشف شده‌است که در ۲۵ اوت ۲۰۰۰ کشف شد.